# 保卡山
14°26′24″S 71°09′25″W / 14.44000°S 71.15694°W
保卡山（Pawka），是秘魯的山峰，位於該國南部庫斯科大區，由拉約區和馬蘭加尼區負責管轄，屬於安地斯山脈的一部分，海拔高度5,129米。